# San Girolamo nello studio (Dürer)

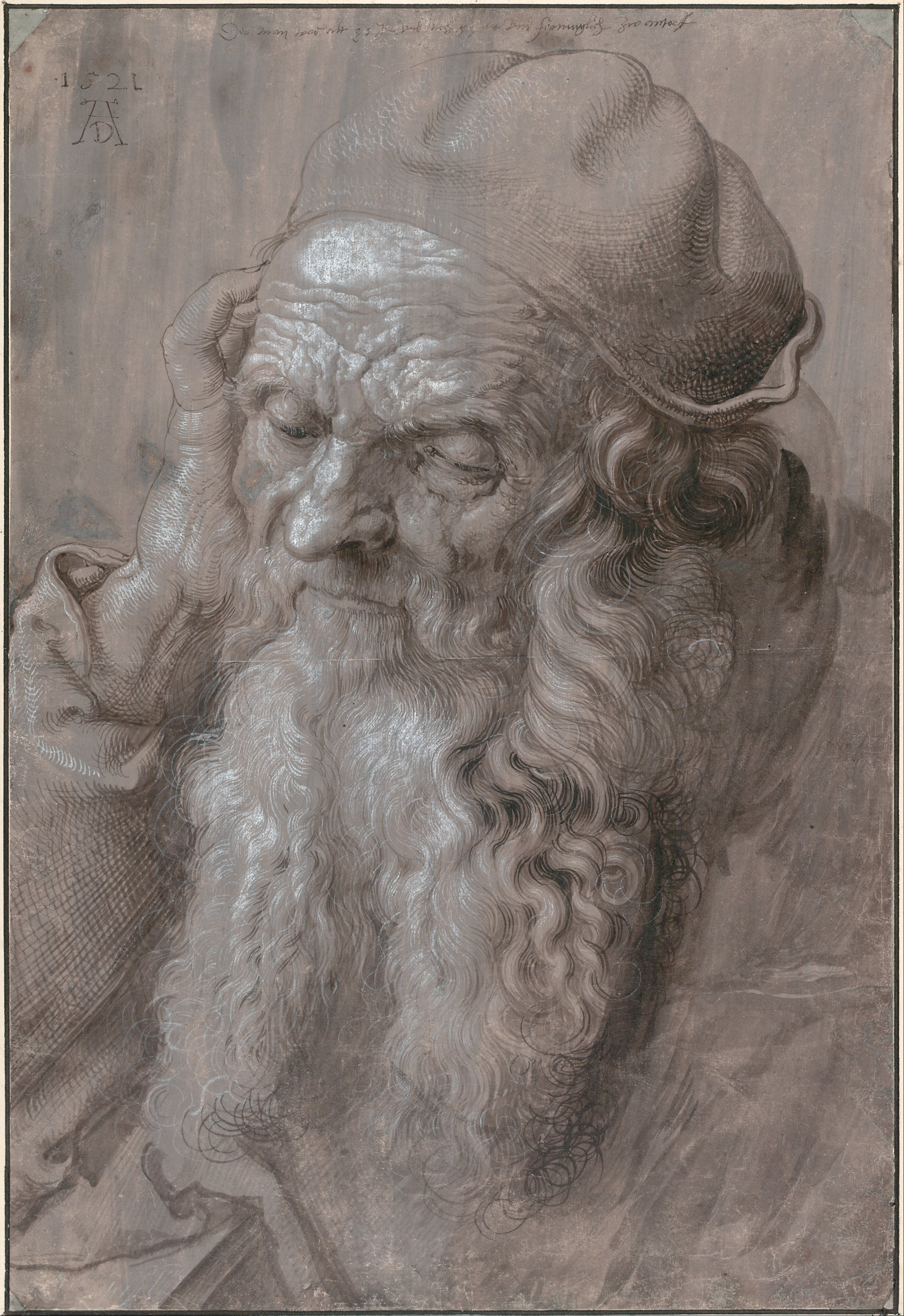
Studio preparatorio

Il San Girolamo nello studio è un dipinto a olio su tavola (60x48 cm) di Albrecht Dürer, siglato e datato 1521, e conservato nel Museo nazionale d'arte antica di Lisbona.

## Storia
Il quadro venne eseguito dall'artista durante il soggiorno nei Paesi Bassi. Come modello posò un vecchio di novantatré anni ma ancora vigoroso e in buona salute, che aveva impressionato l'artista. Di lui resta un notevole disegno preparatorio (Vienna, Albertina) su cui si trova l'annotazione dell'età: in esso gli occhi sono rivolti in basso, mentre nel dipinto definitivo guardano direttamente lo spettatore.
L'artista donò l'opera al capo della missione commerciale portoghese nei Paesi Bassi Rodrigo Fernandez de Almada per farselo amico: questi la portò poi con sé in Portogallo, dove rimase nella sua collezione di famiglia fino al 1880, quando fu donata al museo. Il dipinto, sebbene a lungo in mano privata, godette di un'ampia notorietà: se ne contano infatti svariate copie, soprattutto da parte di pittori olandesi. Il motivo del dito che indica il teschio, come memento mori, venne ripreso da un'incisione di Luca di Leida dello stesso anno.

## Descrizione e stile
Rispetto a tutte le altre variazioni sul tema di San Girolamo nello studio affrontate da Dürer in disegni e incisioni, questa è quella che ha l'inquadratura più stretta sul santo, piuttosto che aperta su tutta la stanza. L'anziano uomo è ritratto con una grande accuratezza nella resa dei dettagli, dai solchi del tempo alla morbida barba bianco-biondiccia, con ricci provvisti di sottilissime lumeggiature, che danno un effetto di splendida lucentezza.
Al posto della serena atmosfera di calma nella dedizione allo studio, presente ad esempio nella celebre incisione di San Girolamo nella cella, nel dipinto di Lisbona il teschio in primo piano acquista un rilievo molto più grande, tanto più sottolineato dall'indice della mano sinistra del santo, che sembra tutto teso a comunicare un messaggio di rinuncia alle vanità del mondo per lo spettatore, a cui rimanda anche il crocifisso a sinistra. Esplicito è anche lo sguardo triste e disincantato del vecchio. Le linee di forza fanno convergere inesorabilmente l'occhio dello spettatore sul gesto di Girolamo, dal calamaio al leggio dei libri, dove si trova una piacevole natura morta di stampo fiammingo.